# Nafana (Lacs)
Nafana  è una città e sottoprefettura della Costa d'Avorio appartenente al dipartimento di Prikro. Conta una popolazione di 10 623 abitanti (censimento 2014).